# Xã Waverly, Quận Martin, Minnesota
Xã Waverly (tiếng Anh: Waverly Township) là một xã thuộc quận Martin, tiểu bang Minnesota, Hoa Kỳ. Năm 2010, dân số của xã này là 208 người.